# 스믄

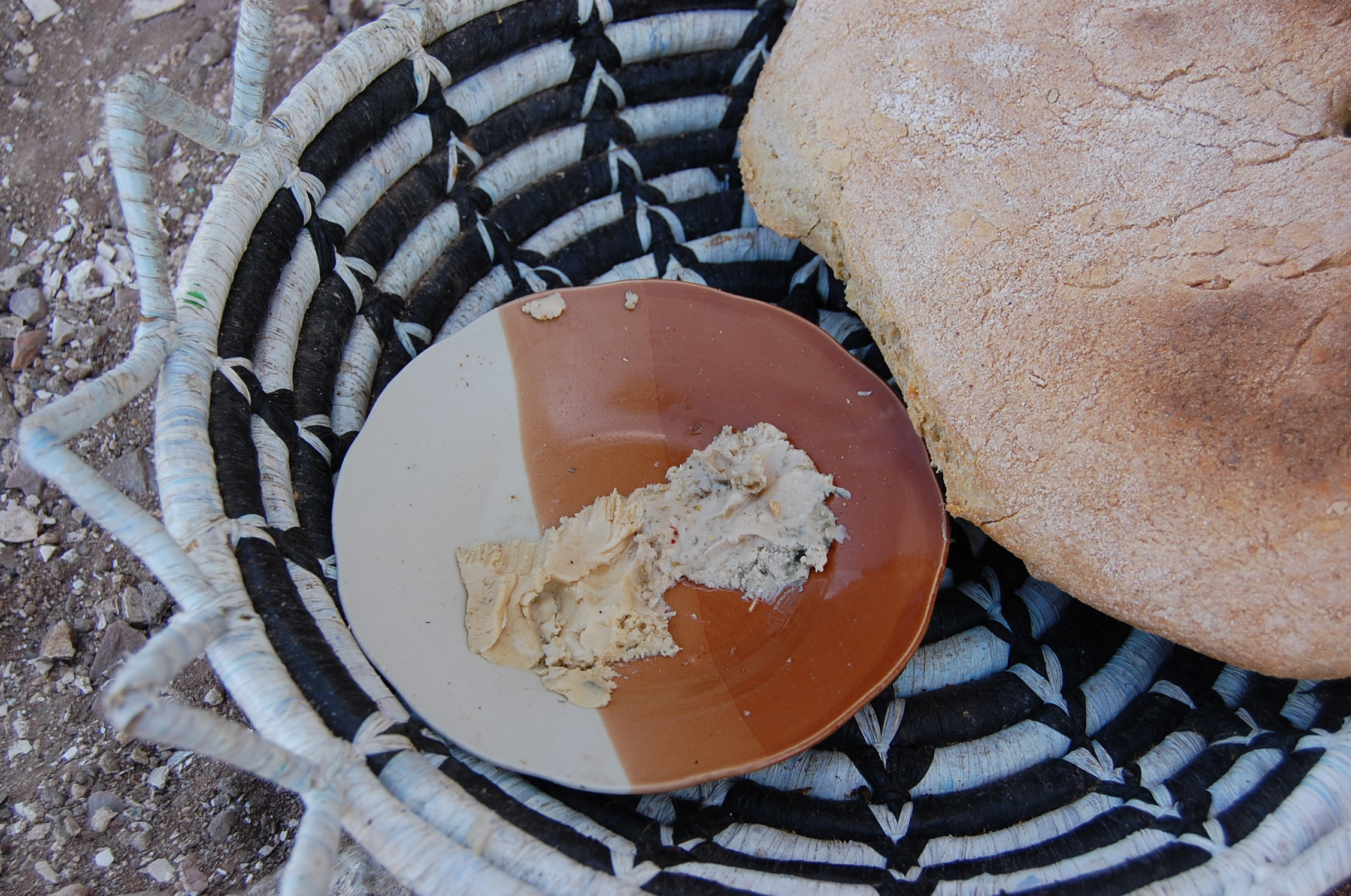
스믄

스믄(모로코 아랍어: سمن)은 북아프리카와 서남아시아·중동 지역의 발효 정제버터이다. 모로코 등 북아프리카에서는 "스믄"으로, 레반트와 이집트 등지에서는 사므나(아랍어·이집트 아랍어: سمنة, 히브리어: סאמנה)로 알려져 있다. 보통 양젖이나 염소젖으로 만든다. 기나 느뜨르 끄베와 비슷하게 정제 과정을 거치지만, 발효 과정을 거쳐 독특한 삭힌 맛이 난다는 점이 다르다.

## 같이 보기
- 기
- 느뜨르 끄베